# Peter Wester
Björn Peter Wester, född 15 januari 1939 i Lund, död 9 februari 2024 i Engelbrekts distrikt i Stockholm, var en svensk filmfotograf, regissör och manusförfattare. Han var 1969–1974 gift med Lill Lindfors  och fick tillsammans med henne en dotter, skådespelerskan Petronella Wester. Peter Wester är gravsatt på Norra begravningsplatsen utanför Stockholm.

## Foto (urval)
- 1963 - Nattvardsgästerna
- 1965 - Djävulens instrument
- 1965 - Kuren
- 1966 - Jag
- 1967 – Jag är nyfiken-gul
- 1968 – Jag är nyfiken-blå

## Regi (urval)
- 1965 - Kuren
- 1968 – Siste nudisten
- 1984 – Jokerfejs

## Filmmanus
- 1965 - Kuren
- 1968 – Zum Tango gehören zwei
- 1984 – Jokerfejs